# Ring om de zon (Simak)
Ring om de zon (Engelse titel: Ring around the Sun) is een sciencefictionroman uit 1952 van de Amerikaanse schrijver Clifford D. Simak. Simak kaart in het boek diverse sciencefiction onderwerpen aan zoals parallelle universums, invasie van buitenaardsen en ontvoeringen door buitenaardsen. Hij kaartte ook de dreigende werkloosheid aan als gevolg van producten die langere tijd mee (zouden) gaan. De titel van het boek verwijst naar de parallelle universums. De schrijver gaat uit van een oneindig aantal Aardes, die rond de zon cirkelen, steeds met een seconde tijdverschil. De roman verscheen als feuilleton van december 1952 tot februari 1953 in het blad Galaxy Science Fiction.

## Synopsis
Het boek speelt zich af in 1978 in de Verenigde Staten. Na de catastrofale Tweede Wereldoorlog probeert de wereld zich te herstellen, terwijl de Koude Oorlog nog volop bezig is. Het Mccarthyisme heerst nog (het boek dateert uit 1952). Jay Vickers probeert in dat tijdperk te overleven. De wereld om hen heen wordt steeds vaker geconfronteerd met mutanten. Zij maken gebruik van onverslijtbare producten zoals de leeflangauto’s (auto’s die een levenlang meegaan) en onverwoestbare scheermesjes. Het verhaal begint als Vickers panne krijgt met zijn auto en door de plaatselijke garagist als vervangende auto een leeflangauto aangeboden krijgt. Vickers wil eigenlijk niet, maar Eb de garagist heeft geen andere. Tijdens het gebruik van die leeflangauto komt een kleine volksopstand opgang tegen de mutanten. Hun producten worden geboycot, hun apparatenwinkels vernield en geplunderd. Ook de leeflangauto van Vickers wordt vernield. Vickers moet vluchten. Hij komt er steeds meer achter dat hijzelf een mutant is. Hij meent zich bijvoorbeeld te herinneren dat hij een prille liefde kende in Kathleen Prescott van een naburige boerderij. Deze blijkt Kathleen blijkt niet bestaan te hebben, net zomin als de boerderij. Er blijkt een herinnering in zijn hoofd geplant te zijn. De garagist is inmiddels verdwenen, de dorpsbevolking zag in hem een mutant en wilde hem lynchen. Eb verdween echter zo maar in het niets, naar een parallel universum dat slechts één seconde van de echte (?) Aarde gesitueerd is. Die Aarde kent nauwelijks enige bevolking en van een wereldoorlog hebben de bewoners niets gemerkt. Langzaamaan komt Vickers erachter dat hijzelf inderdaad ook een mutant is. Maar tevens ziet hij in dat meerdere mensen in zijn omgeving mutanten in diverse stadia van ontluiking zijn. De mutanten proberen op die manier de wereld langzaam in hun greep te krijgen en de bevolking van de overvolle planeet te verspreiden over de alternatieve versies.